# Mastigodryas bifossatus
Espèce
Synonymes
- Coluber bifossatus Raddi, 1820
- Coluber capistratus Lichtenstein, 1823
- Coluber lichtensteinii Wied-neuwied, 1824
- Coluber pantherinus Schlegel, 1837
- Drymobius bifossatus striatus Amaral, 1931
- Drymobius bifossatus triseriatus Amaral, 1931
- Dryadophis bifossatus villelai Hoge, 1952
- Mastigodryas bifossatus lacerdai Cunha & Nascimento, 1978

Mastigodryas bifossatus, le Chasseur des savanes, est une espèce de serpent de la famille des Colubridae.

## Répartition
Cette espèce se rencontre :
- dans le nord-est de l'Argentine, dans les provinces de Salta, Jujuy, Formosa, Chaco, Tucumán, Corrientes, Misiones, Entre Ríos, Santa Fe ;
- en Bolivie ;
- au Brésil, dans les États de Rio Grande do Sul, Amapá, Goias, Bahia et Espírito Santo ;
- en Colombie ;
- en Guyane ;
- au Paraguay ;
- dans le nord-est du Pérou ;
- au Venezuela.

Dans le passé cette espèce se rencontrait également en Uruguay mais y serait absente désormais.

## Description
Mastigodryas bifossatus mesure en moyenne 180 cm. C'est un serpent non venimeux qui se nourrit d'amphibiens, d'oiseaux, de lézards et de rongeurs.

## Liste des sous-espèces
Selon The Reptile Database (18 février 2014) :
- Mastigodryas bifossatus bifossatus (Raddi, 1820)
- Mastigodryas bifossatus striatus (Amaral, 1931)
- Mastigodryas bifossatus triseriatus (Amaral, 1931)

## Publications originales
- Amaral, 1931 : Studies of neotropical ophidia XXIII. Additional notes on Colombian snakes XXVI. Ophidia of Colombia. Bulletin of the Antivenin Institute of America, vol. 4, no 4, p. 85-94.
- Raddi, 1820 : Di alcune specie nuove di rettili, e piante brasiliane. Memorie di Matematica e di Fisica della Società Italiana delle Scienze residente in Modena, vol. 18, p. 313-343 (texte intégral).